# Jozef Ferenczi
Jozef Ferenczi lub Jozef Ferenz, Jozef Ferencz, Józef Ferencz (ur. ?, zm. w 1943) – trener pochodzenia niemiecko-czeskiego, w trakcie II wojny światowej współpracownik gestapo.

## Życiorys
Był Niemcem pochodzenia czeskiego, albo Czechem pochodzenia niemieckiego (lub zniemczonym Czechem).
Na przełomie 1922 i 1923 był trenerem w Wojskowym Klubie Sportowym Legia Warszawa jako pierwszy profesjonalny trener tego klubu w historii. W czasie kiedy piastował funkcję trenera w Legii, klub odniósł pierwsze, historyczne zwycięstwo w meczu derbowym z wyżej notowaną Polonią Warszawa i ostatecznie uplasował się na trzecim miejscu w rozgrywkach o mistrzostwo klasy A i awans do centralnych rozgrywek krajowych.
Później Ferenczi był jeszcze trenerem i instruktorem w Toruńskim KS, Warszawiance, Polonii Warszawa oraz Orkanie Sochaczew.
Bezskutecznie ubiegał się również o stanowisko selekcjonera reprezentacji Polski.
Był również trenerem warszawskiego AZS-u. Od 1935 przejściowo prowadził drużynę Orkana działającą przy Państwowej Fabryce Karabinów na Woli. W 1937 trenował sekcje piłkarską klubu Centralne Warsztaty Samochodowe Stowarzyszenie Sportowe.
W trakcie okupacji niemieckiej podczas II wojny światowej, Ferenczi był współpracownikiem gestapo. Ze względu na fakt, iż dobrze znał sportowe środowisko Warszawy był szczególnie niebezpieczny. Prześladował między innymi Józefa Ciszewskiego oskarżając go o działalność konspiracyjną i doprowadzając do jego pobicia. Ferenczi przerwał również jeden z meczów konspiracyjnej ligi warszawskiej na Polu Mokotowskim i bezskutecznie próbował zatrzymać sędziego spotkania Stanisława Masznera. Przypisywano mu również udział w zatrzymaniu Janusza Kusocińskiego. Niekiedy podaje się, że w 1943 roku został zastrzelony z wyroku polskiego podziemia. Jednak jak wskazuje Juliusz Kulesza, informacja ta nie jest udokumentowana.